# 1742
| [ Edytuj tabelę ]              | |
| Król Polski                    | - 1733 August III Sas 1763 |
| Współksiążęta Andory           | - 1738 Jordi Curado y Torreblanca 1747 - 1715 Ludwik XV 1774                                                                                        |
| Elektor Bawarii                | - 1726 Karol Albert 1745 |
| Sułtan Brunei                  | - 1730 Muhammad Alauddin 1745 |
| Cesarz Chin                    | - 1735 Qianlong 1796 |
| Król Czech                     | - 1741 Karol VII Bawarski 1742 |
| Król Danii                     | - 1730 Chrystian VI 1746 |
| Dalajlama                      | - 1708 Kelzang Gjaco 1757 |
| Cesarz Etiopii                 | - 1730 Ijasu II 1755 |
| Król Francji                   | - 1715 Ludwik XV 1774 |
| Król Hiszpanii                 | - 1724 Filip V 1746 |
| Landgraf Hesji-Kassel          | - 1730 Fryderyk I Heski 1751 |
| Stadhouder Holandii            | - 1702 drugi okres bez stadhoudera 1747 |
| Szach Iranu                    | - 1736 Nadir Szah Afszar 1747 |
| Państwo Wielkich Mogołów       | - 1720 Mohammed Szah 1748 |
| Król Irlandii                  | - 1727 Jerzy II Hanowerski 1760 |
| Cesarz Japonii                 | - 1735 Sakuramachi 1747 |
| Kalif                          | - 1736 Mahmud I 1754 |
| Patriarcha Konstantynopola     | - 1740 Paisjusz II 1743 |
| Władca Korei                   | - 1724 Yŏngjo 1776 |
| Książę Liechtensteinu          | - 1732 Józef Wacław 1745 |
| Sułtan Maroka                  | - 1740 Abdullah ibn Ismail 1745 |
| Książę Monako                  | - 1733 Honoriusz III 1793 |
| Król Nawarry                   | - 1710 Ludwik XV 1774 |
| Król Norwegii                  | - 1730 Chrystian VI 1746 |
| Sułtan Omanu                   | - 1728 Sajf II ibn Sultan 1743 - 1742 Sultan III ibn Murszid ibn Adi 1743                                                                           |
| Elektor Palatynatu             | - 1716 Karol III Filip 1742 - 1742 Karol IV Teodor 1799                                                                                             |
| Papież                         | - 1740 Benedykt XIV 1758 |
| Książę Parmy i Piacenzy        | - 1740 Maria Teresa 1748 |
| Król Portugalii                | - 1706 Jan V 1750 |
| Król w Prusach                 | - 1740 Fryderyk II Wielki 1772 |
| Car Rosji                      | - 1741 Elżbieta 1762 |
| Cesarz Rzymski (niemiecki)     | - 1740 interregnum 1742 - 1742 Karol VII Bawarski 1745                                                                                              |
| Kapitanowie Regenci San Marino | - 1741 Lodovico Belluzzi Pier Antonio Ugolini 1742 - 1742 Girolamo Gozi Giovanni Martelli 1742 - 1742 Biagio Antonio Martelli Domenico Bertoni 1743 |
| Elektor Saksonii               | - 1733 Fryderyk August II (król Polski) 1763 |
| Król Sardynii                  | - 1730 Karol Emanuel III 1773 |
| Król Szwecji                   | - 1720 Fryderyk I Heski 1751 |
| Król Tajlandii                 | - 1733 Boromma Kot 1758 |
| Sułtan Turków                  | - 1730 Mahmud I 1754 |
| Doża Wenecji                   | - 1741 Pietro Grimani 1752 |
| Król Węgier                    | - 1740 Maria Teresa 1780 |
| Monarcha Wielkiej Brytanii     | - 1727 Jerzy II 1760 |
| Premier Wielkiej Brytanii      | - 1721 Robert Walpole 1742 - 1742 Spencer Compton 1743                                                                                              |

Rok 1742 / MDCCXLII
stulecia: XVII wiek ~
XVIII wiek ~
XIX wiek

lata: 1732 «
1737 «
1738 «
1739 «
1740 «
1741 «
1742
» 1743
» 1744
» 1745
» 1746
» 1747
» 1752

## Wydarzenia w Polsce
- 17 maja – wojna o sukcesję austriacką: zwycięstwo wojsk pruskich nad austriackimi w bitwie pod Chotusicami.
- 11 czerwca – Maria Teresa Habsburg i Fryderyk II Wielki podpisali pokój (traktat prusko-austriacki) we Wrocławiu, kończący I wojnę śląską, na mocy którego, Prusy otrzymały prawie cały Śląsk wraz z hrabstwem kłodzkim. Zdobycie Śląska oznaczało wielki wzrost potencjału gospodarczego Prus, gdyż rejon ten był jednym z najwyżej rozwiniętych w tej części Europy.
- 7 listopada – Gdańsk: z inicjatywy Daniela Gralatha powołane zostaje Towarzystwo Przyrodnicze.

## Wydarzenia na świecie
- 12 lutego – elektor Bawarii i król Czech Karol VII Bawarski został wybrany na cesarza rzymsko-niemieckiego.
- 16 lutego – Spencer Compton, 1. hrabia Wilmington został premierem Wielkiej Brytanii.
- 13 kwietnia – w Dublinie odbyła się premiera Mesjasza Georga Friedricha Händla.
- 28 maja – w Londynie otwarto pierwszy na świecie kryty basen pływacki.
- 7 czerwca – Christian Goldbach sformułował nierozstrzygniętą po dziś dzień hipotezę, iż każda dodatnia liczba parzysta jest sumą dwu liczb pierwszych.
- 28 lipca – Prusy i Austria podpisały pokój w Berlinie.
- Fryderyk II Wielki zmienił swój tytuł "król w Prusach" (niem. König in Preussen) na "król Prus" (niem. König von Preussen).

## Urodzili się
- 7 stycznia – Christian Garve, niemiecki filozof oświeceniowy (zm. 1798),
- 15 stycznia – Franciszek Ksawery Narwojsz, polski jezuita, matematyk, inżynier (zm. 1819)
- 16 lutego – Renat Maria Andrieux, francuski jezuita, męczennik, błogosławiony (zm. 1792)
- 22 maja – Józef Maria Gros, francuski duchowny katolicki, męczennik, błogosławiony (zm. 1792)
- 8 sierpnia – Teofila Strzeżysława z Jabłonowskich Sapieżyna, polska szlachcianka, działaczka konfederacji barskiej, pamiętnikarka i bibliofilka (zm. 1816)
- 20 sierpnia – Tadeusz Reytan, działacz patriotyczny i poseł na Sejm (zm. 1780)
- 26 grudnia – Ignaz von Born, austriacki geolog, mineralog i metalurg, mason (zm. 1791)

- data dzienna nieznana: 
  - Jan Józef de Lavèze-Belay, francuski duchowny katolicki, męczennik, błogosławiony (zm. 1792)

## Zmarli
- 14 stycznia – Edmund Halley, angielski astronom (ur. 1656)
- 9 marca – Michael Klahr (starszy), rzeźbiarz, przedstawiciel śląskiego baroku (ur. 1693)
- 29 listopada – Franciszek Antoni Fasani, włoski franciszkanin, święty katolicki (ur. 1681)
- 31 grudnia – Karol III Filip, elektor Palatynatu (ur. 1661)

## Święta ruchome
- Tłusty czwartek: 1 lutego
- Ostatki: 6 lutego
- Popielec: 7 lutego
- Niedziela Palmowa: 18 marca
- Wielki Czwartek: 22 marca
- Wielki Piątek: 23 marca
- Wielka Sobota: 24 marca
- Wielkanoc: 25 marca
- Poniedziałek Wielkanocny: 26 marca
- Wniebowstąpienie Pańskie: 3 maja
- Zesłanie Ducha Świętego: 13 maja
- Boże Ciało: 24 maja